# Hochwürden erbt das Paradies
Hochwürden erbt das Paradies ist eine deutsche Filmkomödie aus dem Jahr 1993. Regie führte Otto Retzer. Die Hauptrolle des Pfarrers von Maria Wörth verkörpert Hans Clarin, die seines Dauergegners Oskar Stiller Jochen Busse. In tragenden Rollen sind Julia Biedermann, Tommy Steiner, Tony Wegas und Johanna C. Hohloch zu sehen.

## Handlung
Die einsam lebende Bäuerin am Sonnhof liegt im Sterben. Als der Pfarrer von Maria Wörth sie mit seinen Ministranten besucht, beichtet sie ihm, dass sie in Pörtschach am See ein nobles Haus besitzt, verschweigt aber, dass es sich „Paradies“ nennt und ein Bordell ist. Der Pfarrer führt mit dem großen Hotelier Oskar Stiller schon seit geraumer Zeit einen juristischen Zweikampf, weil Stiller auf der Pfarrwiese den Bau eines neuen Hotels geplant hat und der Pfarrer dort ein Jugendheim errichten lassen will. Dem Pfarrer fehlen hierfür die finanziellen Mittel in jeder Weise und Stiller drängt sich ständig vor. Bei der Wiedereröffnung des Hotel Linde stiehlt der Pfarrer dem Stiller die Rede, indem er die Kirchenglocken überlaut erklingen lässt. 
Der Umweltökonom Robert, in den die Hotelierstochter Eva Stiller verliebt ist, sabotiert die Kläranlage von Stillers Hotel, da sie nicht den Umweltschutzmaßnahmen entspricht und das Abwasser in den See geleitet wird. Stiller und seine Tochter widersetzen sich hartnäckig Roberts Einwänden. Die Partnerschaften gehen außerdem durcheinander. Robert flirtet des Öfteren mit der Gemeindesekretärin Claudia, diese wird aber ebenfalls von zwei Herumtreibern verfolgt und nachts in einen Sack gesteckt, wobei sie vom Pfarrer gerettet wird. Auch Eva treibt sich mit dem lebhaften Bauernsohn Matthias herum. Der sich einmischende Pfarrer regelt jedoch immer alles, um auftretende Schwierigkeiten möglichst mit einer glücklichen Hochzeit enden zu lassen. 
Der ewige Streit zwischen Hochwürden und Stiller nimmt allerdings kein Ende, was Stiller dazu bringt, die Sonntagsmesse des Pfarrers mit einer Tafel zu verhindern, auf der geschrieben steht, dass die Kirche angeblich wegen Bauarbeiten geschlossen sei. Hochwürden bleibt jedoch hartnäckig und revanchiert sich bei Stiller, indem er mit Messwein und Kelch in Stillers Frühschoppen einbricht. Später erhält der Pfarrer einen Brief vom Notar, dass die Sonnhofbäuerin verstorben sei und er das Paradies geerbt habe. Als der Pfarrer das Objekt besichtigen will, leiht Stiller ihm seinen neuen Wagen, wobei ihm entgeht, dass sich auf dem Rücksitz das Liebespärchen Robert und Eva befindet. Stiller jedoch hat einen Journalisten und seinen Fotografen in das Paradies bestellt, um dem Pfarrer mit dieser Intrige übel mitzuspielen. Die Paradieschefin Mitzi ist dem Pfarrer gegenüber sehr aufgeschlossen und führt ihn durch alle Räumlichkeiten des idyllischen Hauses, in dem die Prostituierten als Klosterschülerinnen getarnt sind. Im Whirlpool bietet Mitzi dem Pfarrer an, zu baden, was er auch tut. Inzwischen schleichen sich Eva und Robert in das Haus ein und bewahren den Pfarrer vor der sittlichen Intrige, die Stiller inszeniert hat. Anstelle des Pfarrers setzt sich Eva in den Pool, die Prostituierten um sie herum und lässt sich mit ihnen für die Zeitung fotografieren, was ihr gewaltigen Ärger mit ihrem Vater Oskar Stiller einbringt. Als der Pfarrer später die wahre Identität des romantischen Hauses bemerkt, verzichtet auf sein Erbe. Am Ende findet in der Kirche eine Doppelhochzeit von Eva und Robert sowie Claudia und Matthias statt. Den Schluss des Filmes bildet jedoch der fortlaufende Streit des Dorfpfarrers und des Hoteliers um das Bauvorhaben auf der Pfarrwiese.

## Produktionsnotizen
Der Fernsehfilm Hochwürden erbt das Paradies wurde von Lisa Film für RTL produziert. Produzent Karl Spiehs knüpfte dabei an seine Filme Hochwürden drückt ein Auge zu (1971) und Immer Ärger mit Hochwürden (1972) an, beide nach dem Vorbild von Don Camillo und Peppone. Die Dreharbeiten fanden in Österreich in Klagenfurt, Maria Wörth, Pörtschach und am Wörthersee statt. Erstausstrahlung war am 14. November 1993. Im Jahr 1996 drehte Retzer eine Fortsetzung mit dem Titel Hochwürdens Ärger mit dem Paradies.

## Kritik
Das Lexikon des internationalen Films konnte dem Film nichts abgewinnen und schrieb: „Banaler Klamaukfilm mit Anleihen bei Don Camillo, deutschen Heimatfilmen und anspruchslosen Fernsehserien, der scheinheilig mit dem Gegensatz von ‚göttlicher‘ und irdischer Gerechtigkeit kokettiert.“